# Televisão Pública de Angola
Televisão Pública de Angola (abreviado como TPA, en español «Televisión Pública de Angola») es una compañía angoleña de medios de comunicación creada en el año 1973. Tiene su sede en Luanda.

## El comienzo de TPA
Antes del establecimiento de TPA, hubo algunos experimentos realizados en la época colonial, Angola: la primera se realizó en 1962, de Rádio Clube do Huambo. El 8 de enero de 1964, Rádio Clube de Benguela hizo el segundo experimento y luego el 22 de junio de 1970, Luanda probó la televisión por primera vez.
Televisão Pública de Angola (TPA) fue fundada el 27 de junio de 1973 como Radiotelevisão Portuguesa de Angola (RPA) de las autoridades gubernamentales portuguesas. La primera señal de televisión puso en marcha el 18 de octubre de 1975 en Luanda. Menos de un año después del lanzamiento oficial y la independencia del país, la compañía cambió su nombre por primera vez en Televisão Popular de Angola en el 25 de junio de 1976.
En 1979, TPA comenzó a expandirse, desde Benguela, y luego en 1981 en Huambo. Fue en Huambo que se estableció el primer centro de producción regional.
En 1982, TPA comenzó a producir  programación en lenguajes nativos, con los dos primeros son Malanje y N'Dalatando. Actualmente los denominados "idiomas nacionales" tienen un enfoque especial en las noticias, de los cuales existe un bloque dedicado en el canal principal.
La TV a Color llegó a Angola en 1983.
En 1992, TPA amplió su cobertura a la totalidad del país gracias a las conexiones por satélite.
En 1997, TPA se convirtió en una empresa pública y el nombre oficial cambió a Televisão Pública de Angola
En 2000 TPA2 comenzó a emitir. Las transmisiones no eran oficiales hasta su regularización, en 2002.
En 2003, los canales de TPA comenzaron a emitir a través de la banda KU, el lanzamiento de los canales de la plataforma internacional DStv.
El 31 de enero de 2007, TPA comenzó a transmitir las 24 horas del día.
El 24 de julio de 2008, el canal internacional se puso en marcha y llegó a estar disponible en las principales plataformas de cable e IPTV de Portugal.
El 30 de mayo de 2022, TPA, cambió de sistema de emisión, del SD al HD. Además, se inauguró las reformas al Centro de Producción de Programas de Camama, con un Complejo de Contenidos que lleva el nombre de Ernesto Bartomeu, que lleva trabajando en la TV Pública, desde 1984. Además, dicho centro tiene el estudio en Choma key, además del nuevo estudio de Informativos, y la Sede del próximo Canal de Noticias TPA Notícias.

## Canales internacionales
- TPA 1
- TPA 2
- TPA Internacional

## Acuerdos con otras empresas
- Portugal: RTP (RTP1 y RTP2)
- España: Antena 3
- Brasil: TV Globo
- México: Televisa
- Guatemala: Guatevisión
- Estados Unidos: ABC y Univision
- Panamá: TVN
- Colombia: RCN Televisión
- Venezuela: Venevisión
- Perú: Andina de Televisión
- Chile: TVN y Canal 13
- Argentina: El Trece
- Filipinas: ABS-CBN y GMA Network